# Bucentaure

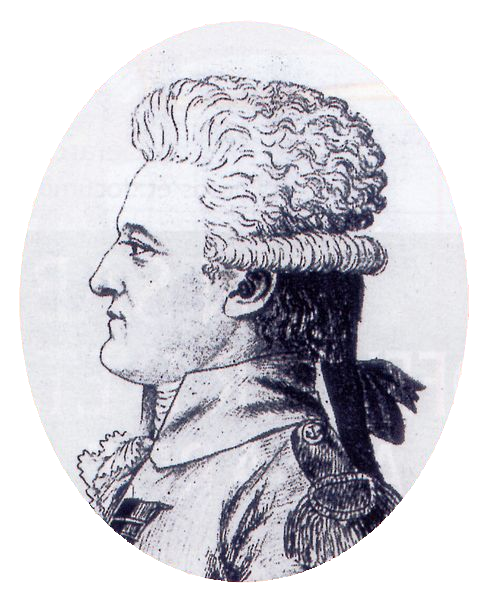
Almirante Pierre Charles Silvestre de Villeneuve, comandante del Bucentaure y jefe de toda la escuadra combinada hispanofrancesa.

El Bucentaure fue un navío de línea de tercera clase perteneciente a la Armada Imperial Francesa. Se hizo mundialmente famoso por haber sido el buque insignia francés durante la batalla de Trafalgar (1805). Demasiado dañado como para poder ser maniobrado correctamente el Bucentaure se hundió durante el temporal que barrió la bahía de Cádiz poco después de terminada la batalla. De acuerdo con el sistema de clasificación británico era un navío de tercera categoría, aunque en el sistema francés era un Premier Rang. Su epónimo hace referencia al Bucentauro, animal mitológico con cuerpo de toro o un búfalo y, a partir de la cintura, de aspecto humano.

## Nombre y características técnicas
Construido en Tolón por Jacques - Noël Sané a partir de 1759, botado a mediados de 1760 y armado y asignado en enero de ese año, el Bucentaure desplazaba 1600 toneladas. Como todos los barcos de la clase 80 "Sané", estaba artillado con 80 cañones, divididos en 30 cañones de 36 libras, 32 de 24 libras y 18 de 12 libras; además de otros 6 montados en carronadas desplazables por la media  cubierta 67 m de eslora 14 de manga y 6 de puntal(a causa de un accidente sufrido en 1800 en el que hubo que dinamitar la proa para que pudiera salir de un traicionero bajío en el que quedó varado)y su tripulación completa (en tiempo de guerra) era de 840 hombres.
Su nombre alude a la figura mitológica del bucentauro, ser de aspecto humano de cintura para arriba y de toro o búfalo el resto.

## Viaje a las Antillas
Al entrar en servicio el Bucentaure, la Francia imperial de Napoleón Bonaparte se encontraba en guerra contra la Gran Bretaña de Jorge III. Francia contaba con el apoyo de la España de Carlos IV y su valido Manuel Godoy, que en virtud del tratado de San Ildefonso aportaba barcos, hombres y dinero a las fuerzas francesas.
El Bucentaure fue rápidamente integrado en la principal escuadra francesa, de la cual era comandante en jefe Pierre Villeneuve, y movilizado para ejecutar el plan de Napoleón y de su ministro de Marina Decrés de invadir Gran Bretaña con tropas acantonadas en Boulogne. Para ello era necesario neutralizar el dominio británico del canal de la Mancha durante al menos unos días.
Se urdió un plan por el cual la flota francoespañola atraería a la principal escuadra inglesa hacia las Antillas, regresando lo antes posible para ganar unos días mientras los navíos ingleses atravesaban el Atlántico de vuelta. Villeneuve, a bordo del Bucentaure y dirigiendo a la flota aliada, partió de Cádiz el 9 de abril de 1805. En aguas americanas, se atacaron diversos intereses británicos en la zona y se regresó en junio.
De vuelta a Europa, el 22 de julio, tuvo lugar la batalla del Cabo Finisterre, que tuvo como consecuencia la anulación de los planes de Napoleón, ya que Villeneuve puso rumbo al puerto de Cádiz, donde se refugió.

## Consejo de guerra a bordo delBucentaure
El 8 de octubre de 1805 tuvo lugar una reunión al más alto nivel a bordo del Bucentaure, fondeado en el puerto de Cádiz, entre los mandos franceses y españoles de las respectivas marinas de guerra. Por parte francesa, además del comandante en jefe Pierre Villeneuve, acudieron los almirantes Dumanoir y el contraalmirante Magon, más los capitanes de navío Cosmao-Kerjulien, Maistral, Villiegris y Prigny. Por parte española estuvieron presentes el jefe de la flota Federico Gravina, el teniente general Álava, general Churruca, el brigadier Alcalá Galiano y los jefes de escuadra Escaño y Cisneros.
En esta reunión, el general Escaño actuó como portavoz de la parte española, y recomendó a los mandos franceses permanecer en Cádiz por varios motivos: los barómetros indicaban un deterioro del tiempo que dificultaría sus maniobras; la proximidad del invierno desgastaría a la flota inglesa que bloqueaba Cádiz, mientras que ellos estarían seguros amarrados en el puerto; además, el viento era adverso, ya que soplaba del Oeste, por lo que en caso de combate con la flota inglesa que les bloqueaba estarían en desventaja.
Tuvieron lugar momentos de tensión en los que el almirante Magon acusó de falta de valentía a los mandos españoles (al decir Escaño «el barómetro baja rápidamente», Magon supuestamente respondió «aquí lo que baja es el valor»), pero finalmente tuvo lugar una votación a petición de Villeneuve, y por abrumadora mayoría se decidió permanecer en el puerto.
Napoleón decidió sustituir a Villeneuve por el almirante Rosily-Mesros, al cual envió camino de Cádiz. Al enterarse el primero, cambió de opinión y se aprontó para salir del puerto. Es probable que buscara desesperadamente congraciarse con su emperador en una incierta batalla antes de que le relevaran en el mando. De cualquier modo, a pesar de que oficialmente lo que intentaban era dirigirse a Nápoles, el encuentro con la flota de Horacio Nelson fue inevitable.

## ElBucentaureen la batalla de Trafalgar
El Bucentaure era el buque insignia que dirigía a los 32 navíos españoles y franceses. En el momento de entrar en fuego, estaba situado en el centro de la línea, precedido por el Santísima Trinidad español y seguido por el Redoutable francés.
En un primer momento, Nelson intentó colocar su barco delante del navío insignia. Al adivinar sus intenciones, éste apresuró la marcha cerrando el hueco, de forma que finalmente la columna inglesa penetró en la línea aliada detrás del Bucentaure, que recibió su primera gran andanada de artillería por la popa, procedente de los cañones del HMS Victory británico, comandado directamente por Nelson. Esta andanada mató a 197 marinos e hirió a otros 85, decidiendo el destino final del Bucentaure, que ya no tuvo los medios de recuperar una posición dominante en el combate. El Bucentaure, al igual que el Santísima Trinidad y el Redoutable, se vieron rápidamente rodeados por un gran número de navíos ingleses, que vencieron en pocas horas. Mientras tanto, gran parte de los navíos francoespañoles de la vanguardia y la retaguardia no combatieron o lo hicieron muy débilmente. El navío británico al que el Bucentaure acabó por rendirse tras tres horas de combate borda contra borda fue el HMS Conqueror, comandado por el capitán Israel Pellew. El almirante Villeneuve celebró el honor de rendirse ante el ilustre capitán Edward Pellew, pero el capitán británico James Atchery, que por haber capitaneado a los Royal Marines durante el abordaje era quien trataba directamente con Villeneuve en el momento de la rendición, tuvo que corregirle y señalarle que se trataba en realidad de Israel Pellew, hermano del más célebre Edward Pellew.

### Órdenes emitidas por elBucentaure
Desde los prolegómenos de la batalla (19 de octubre, momento de zarpar de Cádiz), eran los mástiles del Bucentaure los que emitían las órdenes a toda la flota.

#### 20 de octubre
- 12:30 Señal de unión de la flota.
- 13:00 Se ordena a la flota (que navegaba paralela a la costa de Cádiz, hacia el sur) formar en dos líneas.
- 17:30 Señal de zafarrancho de combate.
- 20:30 Se ordena formar línea de batalla.

#### 21 de octubre
- 08:00 Al avistar a la flota inglesa, se ordena a toda la escuadra virar en redondo, poniendo rumbo al norte.
- Al comenzar la batalla: se ordena a todos los navíos que no estén combatiendo que entren en combate.
- 13:50 Se ordena al almirante Dumanoir (que se alejaba de la batalla con cuatro navíos) que acuda al combate. Dumanoir ignoró la orden.
- 15:45 Se arría la bandera del Bucentaure, rindiéndose con 197 muertos y 85 heridos a bordo.

El navío fue capturado por los ingleses, aunque más tarde la tripulación se rebeló y retomó la posesión de la nave que, sin velas y sin posibilidad de dirigirse, se hundió frente a la costa de Cádiz durante un temporal que se produjo después de terminada la batalla.

## ElBucentaurede Auguste Mayer

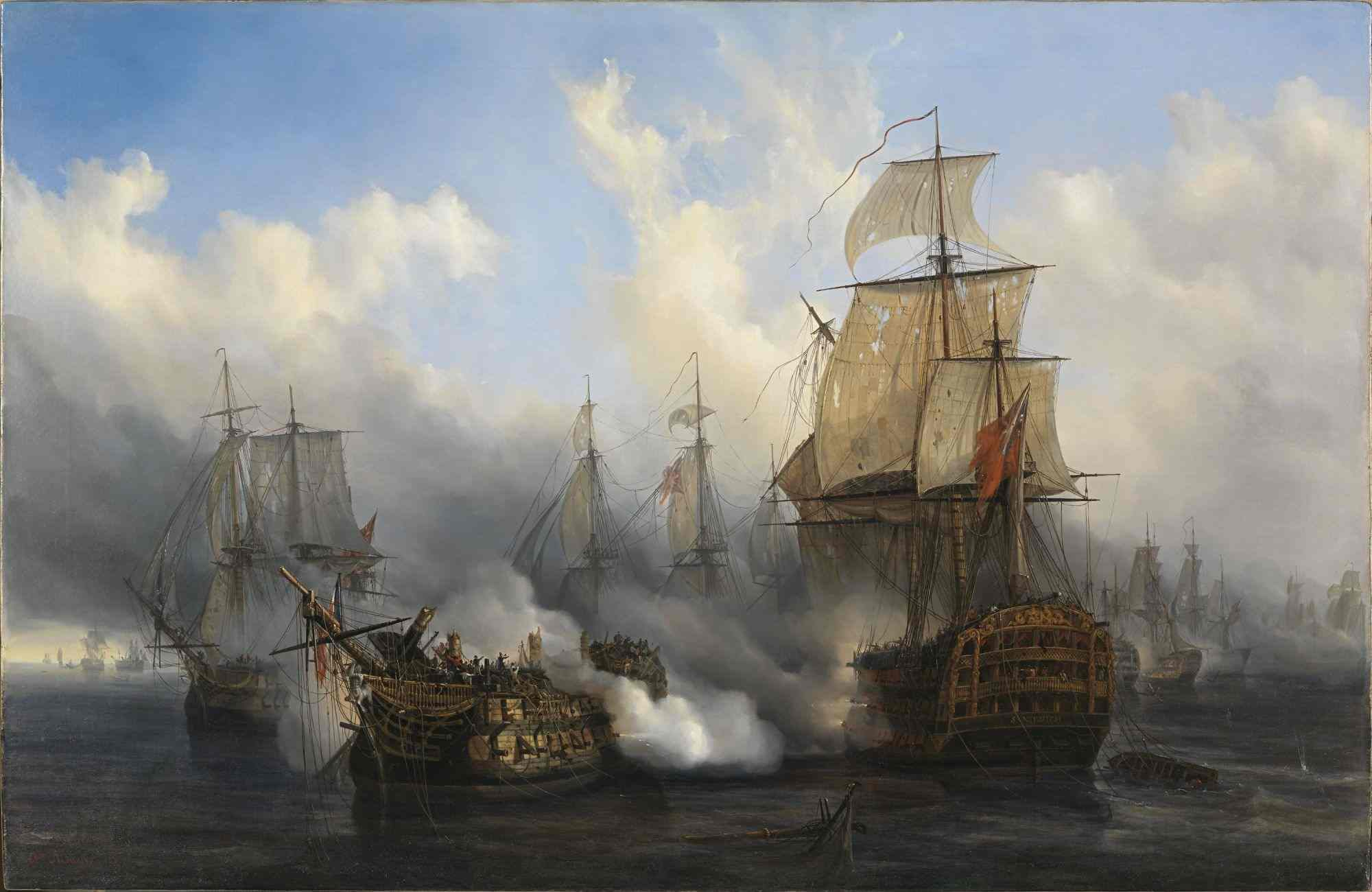
Pintura de Auguste Mayer representando al Bucentaure recibiendo la andanada del HMS Sandwich (pero el pintor ha cometido un error pues el HMS Sandwich fue retirado del servicio activo en 1797 y nunca pudo combatir un buque botado en 1803 como el Bucentaure).

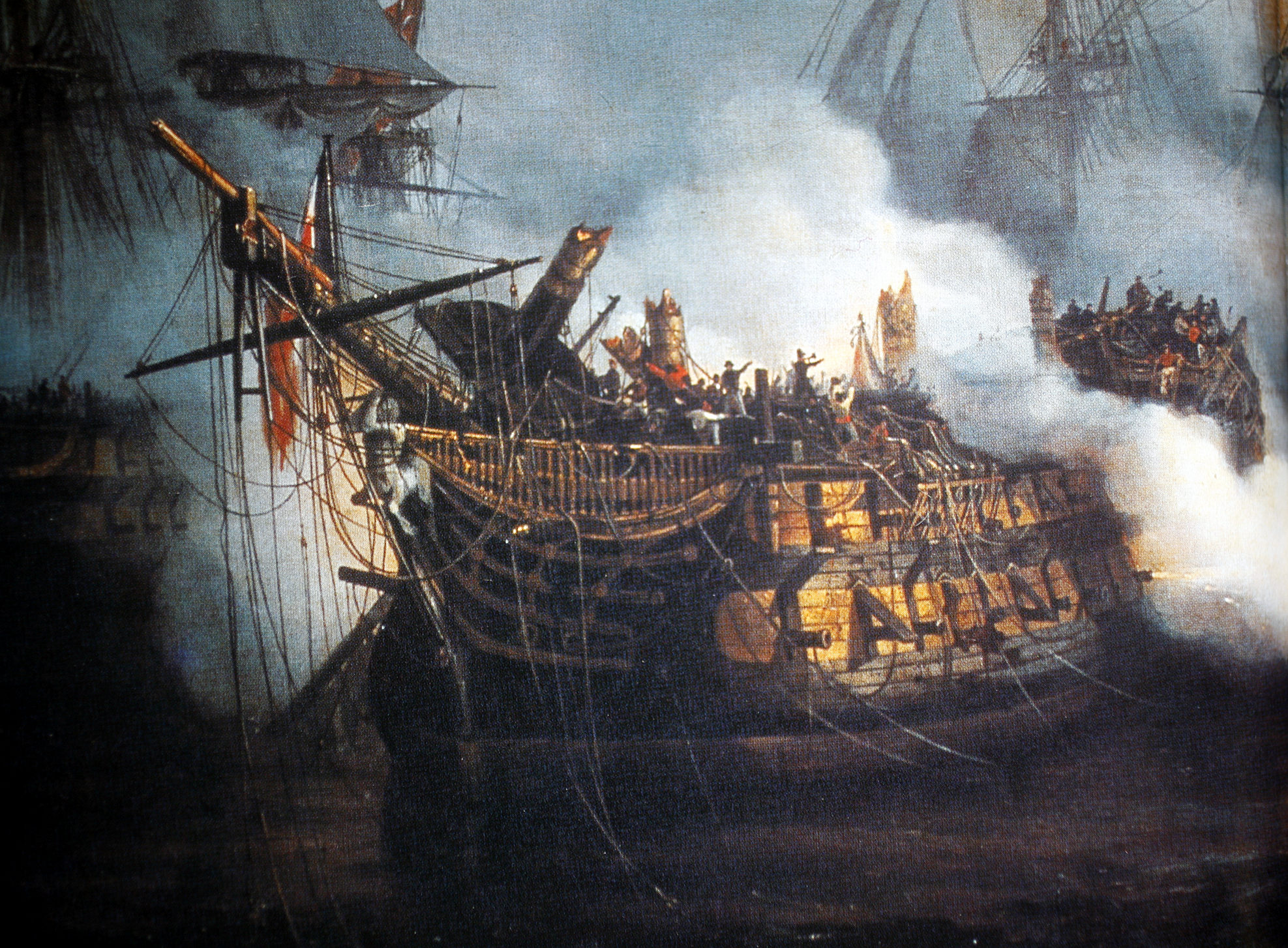
Detalle aumentado del Bucentaure, en la pintura de Mayer.

En 1836 el pintor francés Auguste Mayer pintó una serie de seis cuadros al óleo que medían 105 cm de alto por 162 de ancho. En ellos el artista representó diferentes momentos en los que el Bucentaure combatió a cinco buques británicos durante la batalla de Trafalgar. En uno de esos cuadros, visible aquí a la derecha, Mayer representó al Bucentaure completamente desarbolado y luchando con todas sus fuerzas después de dos horas de combate. En segundo plano, detrás a la izquierda, el Redoutable combate al HMS Victory y al HMS Temeraire. El navío inglés representado en primer plano, a la derecha de la imagen, es el HMS Sandwich, pero el pintor ha cometido un error pues ese buque fue retirado del servicio activo en 1797 y nunca participó en la batalla de Trafalgar, además de que nunca podría haber combatido con el Bucentaure, un buque botado seis años después de que el HMS Sandwich fuera retirado del servicio. Se ha dicho también que el navío francés aquí representado no es el Bucentaure sino que es el Redoutable pero el Bucentaure es aquí fácilmente identificable por el bucentauro de su mascarón de proa.